# Tekentafel

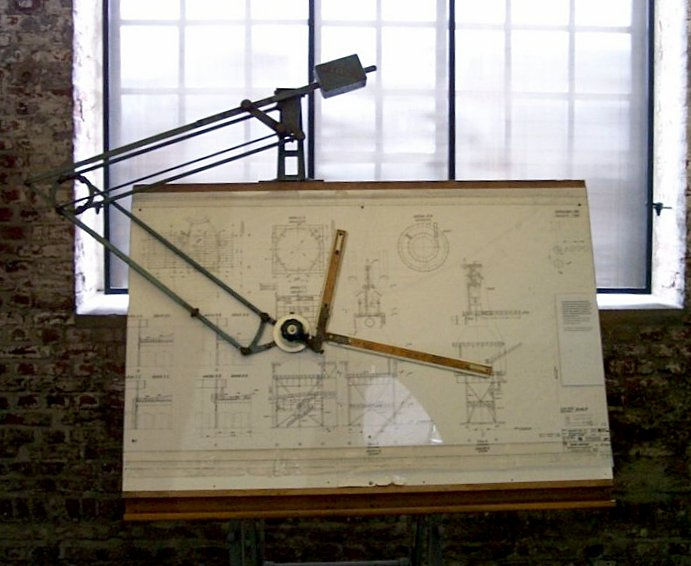
Tekentafel

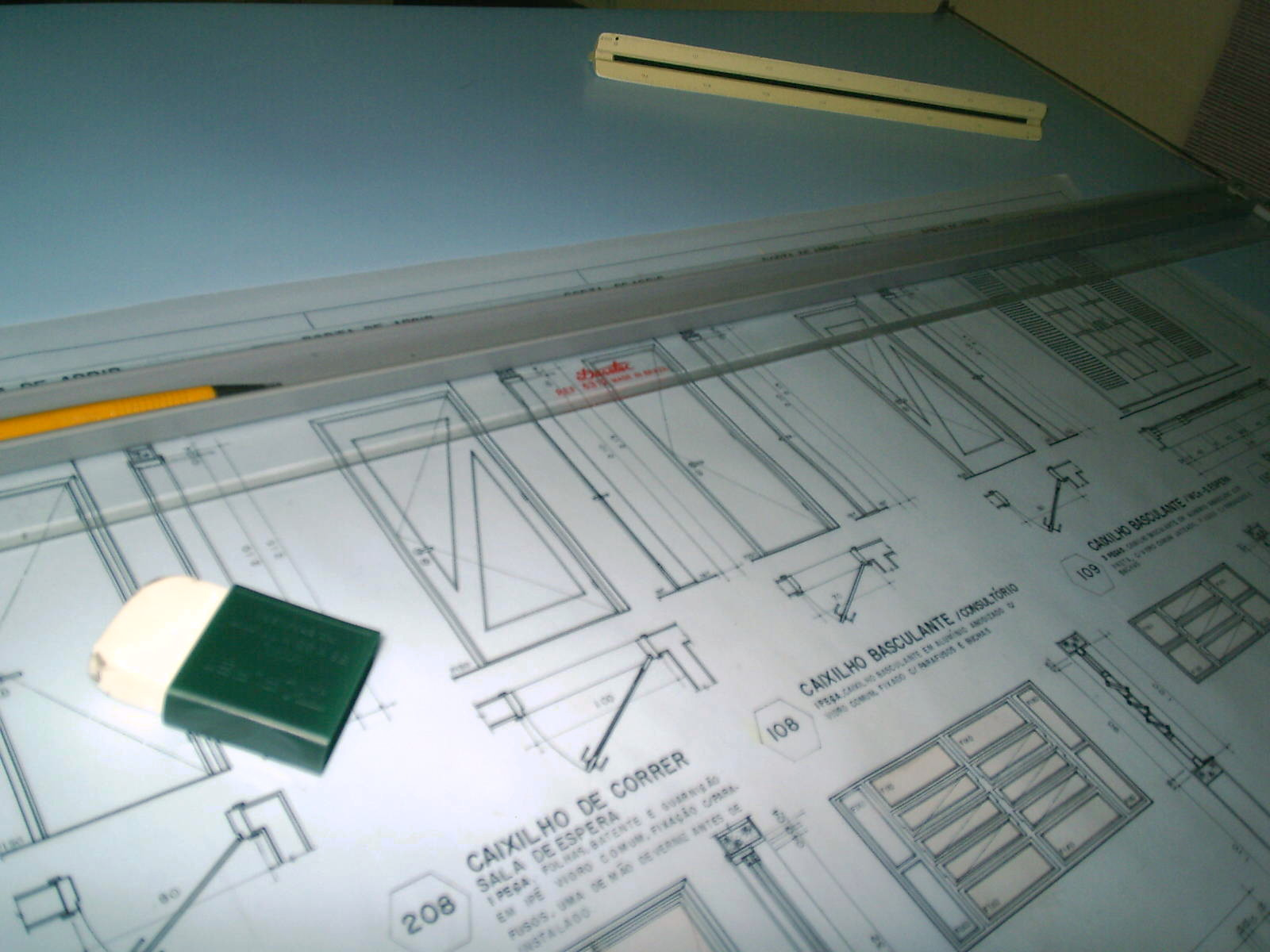
Tekentafel (detail)

Een tekentafel of tekenschot is een tafel bestaande uit een naar voren en achteren kantelbaar houten tekenblad, afgedekt met een kunststof afdekvel, gemonteerd op een in hoogte verstelbaar onderstel, waaraan aan de bovenzijde een tekenmachine met contragewicht is bevestigd. Afhankelijk van de afmeting van het tekenschot kan een vel teken- of calqueerpapier van bijvoorbeeld het formaat A0 (841 × 1189 mm) worden opgespannen. 
De klassieke tekenmachine heeft twee haaks op elkaar staande linialen en een gradenverstelmechanisme dat met lange armen met scharnierpunten aan het contragewicht is verbonden. De linialen blijven daardoor in balans en bewegen niet uit zichzelf over een tekening. Moderne machines zijn voorzien van een parallelle armconstructie, die langs de bovenkant van het bord rijdt. Daarvan bestaat ook een versie voor linkshandigen. Het voordeel is met name het verminderde ruimtebeslag op de tekenkamer en de geringere hoogte in de bouwkeet. 
Onderaan het tekenblad is meestal een afleggoot bevestigd, waarin de tekenaar zijn tekengereedschap kan leggen. 
Om het tekenblad te kunnen verstellen dient het eerst te worden ontgrendeld, dit kan met een pedaal dat aan het onderstel is bevestigd of met een hendel die op de achterzijde en aan de onderkant van het tekenschot zit.
Om het vaak grote en zware tekenblad op een eenvoudige en veilige wijze te kunnen verstellen, moet het tekenblad in elke mogelijke stand in balans zijn. Vroeger werd de balans verkregen door gebruik te maken van grote contragewichten, meestal van beton. Later werd een systeem van trekveren gebruikt, dat in het onderstel is weggewerkt.
Aan een tekentafel kan rechtopstaand worden gewerkt, er zijn ook tekenaars die er de voorkeur aan geven om half zittend, half staand een kruk te gebruiken.
Een scheepstekentafel bestaat uitsluitend uit een groot vlak tafelblad, vaak van het formaat 2 × A0. Daaronder bevinden zich ladekasten. Zo'n tafel is niet verstelbaar. 
Tegenwoordig heeft het tekenen met behulp van de computer het werken aan de tekentafel bijna geheel verdrongen.